# Vioolconcert (B. Tsjajkovski)
Boris Tsjajkovski componeerde zijn enige Concerto voor viool en orkest in 1969.
De compositie is opgedragen aan Viktor Alexandrovitsj Pikaizen, de violist, die hij al vanaf 1956 kende. Hij heeft met dit concert een muzikaal portret willen maken van zijn vader Alexander Martynovitsj Tsjajkovski, die al overleed toen Boris 15 jaar was.
De eendelige compositie van ongeveer 40 minuten is geschreven voor een wat vreemde combinatie: viool en symfonieorkest zonder houten blaasinstrumenten. Deze zouden volgens de componist te veel kleur geven en de viool overstemmen. Dit wil niet zeggen dat het symfonie-orkest de gehele tijd de solist begeleidt. De eerste 20 minuten is het eigenlijk een Concerto voor viool en strijkers; pas daarna komt er slagwerk aan te pas (pauken) en pas na 30 minuten aan het eind van de compositie speelt het koper. Dit is lastig voor de blazers, want zij moeten 30 minuten geen muziek maken, maar na 30 minuten wel direct hoge tonen spelen, met name in de hoorns.

Als genoemd is het een eendelig werk, er zijn echter wel secties te horen. In die secties is de instrumentatie soms uiterst dun, zoals dat ook zijn leraar Dmitri Sjostakovitsj deed. Ook hier uitbarstingen, maar veel minder aangekondigd als bij de grote meester. In de verschillende secties is er sprake van een minimaal gebruik aan tonen; binnen zo'n sectie komen steeds dezelfde noten voorbij.

Het geheel klinkt als een echt vioolconcert, maar dan in een modern Russisch jasje. Het eindigt met een paar steeds herhalende akkoorden in orkest, viool, dan weer orkest etc.
Alexander Pikaizen vond het een van de betere moderne vioolconcerten. Ook de bekende violist David Oistrach wilde dit vioolconcert uitvoeren; hij overleed voortijdig.
De première werd gegeven in Moskou op 13 februari 1970 met het Moskou Philharmonisch Orkest met Kirill Kondrasjin op de bok, met uiteraard Pikaizen als solist. Het werk werd diverse malen met deze solist uitgevoerd en niet alleen in Rusland.